# Push (Oper)
Push ist eine Oper für drei Solisten, großen gemischten Chor und Orchester von Howard Moody (Musik und Libretto) nach der wahren Geschichte von Simon Gronowski, der am 19. April 1943 nach dem Überfall auf den 20. Deportationszug nach Auschwitz von seiner Mutter aus dem Zug gestoßen wurde und dadurch sein Leben retten konnte. Die Oper wurde am 1. Oktober 2016 als Koproduktion des Battle Festival mit der Glyndebourne Festival Opera im De La Warr Pavilion in East Sussex, Großbritannien, uraufgeführt.

## Handlung
Die Handlung wird größtenteils von dem erwachsenen Simon und seiner (eigentlich bereits toten) Schwester in Form von Rückblenden erzählt, während die Szene die zugehörigen Bilder zeigt.
1. „Arrest“ – Verhaftung
Eine Menschengruppe betrachtet fasziniert den Sternenhimmel und vergleicht die Veränderungen der Konstellationen mit ihren eigenen Ängsten und der sich seit Jahrtausenden wiederholenden Geschichte. Wachleute drängen die Leute rücksichtslos fort. Simon und seine Schwester rufen nach einander.
2. „Trapped“ – In der Falle
Die Menschen wurden wie Tiere in einem Lager eingesperrt. Simon und seine Schwester wurden von ihren Nachbarn verraten. Die Wachleute bezweifeln die Richtigkeit ihrer Taten, lehnen aber jede Verantwortung ab – sie hätten lediglich die Wahl zwischen Kollaboration und Tod gehabt. Die Gefangenen fühlen sich hilflos.
3. „Together“ – Zusammen
Allmählich lernen sich die Eingeschlossenen näher kennen. Die Kinder spielen bereits miteinander. Die Geschwister schwelgen in Erinnerungen. Simons Schwester erzählt, dass einst eine Wahrsagerin vorausgesagt habe, dass Simon „der Glückliche“ sein werde. Simon erinnert sich an die Augen der Mutter. Sein Vater konnte der Festnahme entgehen und sich verstecken, starb aber später an gebrochenem Herzen. Simon schläft ein und träumt von der Freiheit.
4. „Uncertainty“ – Unsicherheit
Plötzliches grelles Licht und Rufe der Wachen wecken die Leute. Jeder erhält eine Nummer. Simon wundert sich darüber, dass seine Nummer „1234“ so schlicht war und deren Quersumme sein Alter ergab. Es sollte seine Glückszahl sein, und doch musste er mit dem Trennungsschmerz leben. Seine Mutter hatte die „1233“ – eine unausgeglichene Zahl und eine unausgeglichene Geschichte, die in Schrecken endete. Simon und seine Mutter müssen mit den anderen in einen Zug steigen. Sie werden von seiner Schwester getrennt. Simon wird sie nie wieder sehen.
5. „Push“ – der Stoß
Der Zug fählt los, und die Gefangenen fragen sich, wohin die Reise geht. Die meisten befürchten das Schlimmste. Nach einer Weile sind Schüsse zu hören. Der Zug verlangsamt sich, und Widerstandskämpfer brechen die Seitenwände auf. Obwohl die Geschwindigkeit noch hoch ist, springen bereits einige Menschen ab. Als der Zug weiter abbremst, stößt Simons Mutter ihn aus dem Zug. Er rennt davon.
6. „Escape“ – Flucht
Die Kinder laufen die ganze Nacht hindurch, während ihnen ein Ohrwurm durch den Kopf geht. Sie wagen es nicht, sich umzuschauen. Erschöpft erreicht Simon ein kleines Dorf und klopft an die erste Tür. Ein halb uniformierter Mann öffnet ihm. Obwohl er Bescheid wissen musste, lieferte er Simon nicht aus, sondern brachte zu einem Zug, der ihn in die Stadt zurückbrachte. Dort versteckte sich Simon. Er traf manchmal seinen Vater, konnte aber nicht bei ihm wohnen, da dies zu gefährlich war. Simons Schwester erzählt, dass ihr Vater an dem Tag weinte, als sie starb.
7. „Some Years Later“ – einige Jahre später
Simon besucht den Wachmann, der ihn damals in den Zug brachte. Der alte Mann, der nun im Sterben liegt, akzeptiert die Schuld, mit der er sein Leben verbringen musste. Er bittet Simon um Vergebung. Simon kann ihm diese nicht verweigern.
8. „Epilogue“ – Epilog
Simon fühlt sich gezwungen, seine Geschichte weiterhin zu erzählen, damit er auch in Zukunft „in Optimismus, Freude und Freundschaft“ leben kann. Er verkündet, dass sein ganzes Leben aus einer Reihe von Wundern besteht. Dadurch, dass ihn seine Mutter in die Freiheit stieß, habe sie ihn ein zweites Mal geboren. Der Chor, seine Schwester und der Wachmann stimmen in seine Worte ein.

## Werkgeschichte
Howard Moodys Oper Push ist ein Auftragswerk des Battle Festival. Anlass war der 950. Jahrestag der Schlacht bei Hastings. Das Werk ist ausdrücklich als „Gemeinschaftsoper“ („community opera“) konzipiert. An den Aufführungen wirkten sowohl professionelle Musiker als auch Laien mit. Die Produzenten arbeiteten unter anderem mit 400 Kindern der Region zusammen. Weitere 400 nahmen an einer Kostümprobe teil.
Das Libretto stammt von Moody selbst. Es ist von der Lebensgeschichte Simon Gronowskis inspiriert, den Moody bei der Vorbereitung mehrmals persönlich traf und der auch bei den ersten Aufführungen zugegen war.
Die Uraufführung fand am 1. Oktober 2016 als Koproduktion mit der Glyndebourne Festival Opera im De La Warr Pavilion in East Sussex, Großbritannien, statt, gefolgt von einer halbszenischen Aufführung am 8. Oktober in der St Mary’s Church in Battle. Der Komponist dirigierte die Aufführungen selbst. Regie führte Simon Iorio. Die Ausstattung stammte von Ele Slade. Die drei Solorollen sangen James Newby (Simon), Tereza Gevorgyan (Simons Schwester) und Matthew Stiff (Wache).
Weitere Aufführungen mit derselben Besetzung gab es 2018 in der Kathedrale von Chichester und beim Salisbury International Arts Festival in der St Thomas’s Church in Salisbury. 2019 gab es eine Aufführung im House of Commons in London, und im Januar 2020 wurde es im Minerva Theatre und im Westbourne House School Theatre in Chichester gezeigt.
Eine Produktion im Brüsseler Opernhaus La Monnaie/De Munt wurde auf Video aufgenommen und 2020 bei Operavision im Internet bereitgestellt. Die Inszenierung des Regisseurs Benoît De Leersnyder und der Bühnenbildnerin Emilie Lauwers bezog das Publikum in die Aufführung ein. Die Zuschauer kamen zu Beginn in einem vollen Lastenaufzug direkt auf die Bühne. Die Aufführung fing bereits an, bevor alle ihre Plätze eingenommen hatten. In der ersten Szene wurden sie gemeinsam mit den Chorsängern von den Wachen „verhaftet“. Dies verdeutlichte, dass es nicht um einen früheren Krieg ging, sondern um die Gegenwart.

## Aufnahmen
- 13. März 2019 – Howard Moody (Dirigent), Benoît De Leersnyder (Inszenierung), Emilie Lauwers (Bühnenbilder und Kostüme), Kammermusikensemble, Kinder- und Jugendchor von La Monnaie.
 James Newby (Simon), Sheva Tehoval (Simons Schwester), Ivan Ludlow (Wache).
 Video; live aus dem Brüsseler Opernhaus La Monnaie/De Munt.
 Videostream bei Operavision.[4]